# Иосиф (Братищев)
Архимандрит Иосиф (в миру Ива́н Алексе́евич Брати́щев; 11 июля 1957, посёлок Польной Воронеж, Сосновский район, Тамбовская область) — архимандрит Русской православной церкви, клирик Храма великомученика Георгия Победоносца в Ендове, подворья Соловецкого монастыря в Москве.

## Биография
Родился 11 июля 1957 года в посёлке Польный Воронеж Тамбовской области. Позднее семья переехала в Рязань. После школы служил в армии, потом трудился в храме. По его собственным словам, «будучи старшим в семье, никакого духовного наставника в детстве я не имел. Впервые священника увидел в 20 лет. В месте, где я родился и вырос, действующего храма поблизости не было. После того, как судьба меня познакомила со схиархимандритом Серафимом (Блохиным), выбор монашеского пути был предопределен. А начиналось всё с того, что по благословению отца Серафима и его представлению я познакомился с владыкой Симоном (Новиковым), который принял меня на должность иподиакона. Для меня эти два светоча всегда были живым примером высокой духовной жизни».
С 1979 по 1986 учился в Московской духовной семинарии и академии. В 1983 году в Троице-Сергиевой Лавре принял монашеский постриг.
В 1986 году перешёл в Свято-Данилов монастырь в Москве служил там помощником эконома.
В октябре 1987 года был направлен в ещё не возвращённую церкви Оптину пустынь. 17 ноября 1987 года Постановлением Правительства РСФСР Оптина пустынь была возвращена Церкви, в помощь иеромонаху Иосифу были направлены пятнадцать строителей из Управления по реставрации и строительству Московского Данилова монастыря.
По прибытии на место столкнулся со многими трудностями: помещения монастыря занимало Козельское сельскохозяйственное училище, директор которого не желал возрождения в Оптиной пустыни монашеской жизни и возвращения церкви монастырских помещений. Кроме того, все действия нужно было согласовывать с областным уполномоченным Совета по делам религий, а также с наместником Данилова монастыря архимандритом Тихоном (Емельяновым), насельником которого на тот момент был иеромонах Иосиф, где он получал скудные средства для своей деятельности в Оптиной пустыни и куда он ездил служить каждое воскресенье. Первым переданным зданием стала бывшая монастырская трапезная, где пришлось срочно ремонтировать отсутствующую крышу и проводить отопление. Архимандрит Феофилакт (Безукладников) так оценивал итоги деятельности иеромонаха Иосифа и строителей из Управления по реставрации и строительству Данилова монастыря: «они произвели ремонт, что-то подновили, облагородили. Отец Иосиф входил во взаимодействие с государственной властью, с местными жителями, подготавливал почву для возобновления монашеской жизни. Он был как форпост — передовой пункт, начало и оплот в развитии».
Несмотря на трудности, предпринял усилия для возрождения в монастыре молитвенной жизни: «Попав в Оптину Пустынь, мы прежде всего стали молиться. Совершали утреннее и вечернее правило, а Великим постом по субботам начали служить заупокойную литию. Женщина, что у нас готовила, Татьяна, спросила: „Отец Иосиф, можно мы будем к вам ходить, а не в Козельск?“ Я ответил положительно, и „сарафанное радио“ сработало моментально. Самое главное, что на этом месте вновь зазвучала молитва. Горячая, по-настоящему искренняя. Мы поминали Оптинских старцев. Поминали усопших, чьи имена были в подаваемых записках».
Не получил разрешение на проведение богослужений в Никольском (южном) приделе Введенского собора, однако смог подготовить для богослужений надвратную Владимирскую церковь, устроенную на башне с Ангелом на флюгере: там был устроен фанерный иконостас, временный престол, жертвенник. Там 3 июня 1988 года уже после отъезда иеромонаха Иосифа впервые после начала возрождения монастыря была совершена литургия монашествующими, направленными из Троице-Сергиевой лавры. Именно подготовку надвратной Владимирской церкви они прежде всего ставили в заслугу иеромонаху Иосифу.
Провёл в Оптиной пустыни 7 месяцев, до того как в мае 1988 года наместником Оптиной пустыни был назначен архимандрит Евлогий (Смирнов)
После этого восстанавливал Введенский Толгский монастырь, Никольский храм в Шацке, Иоанно-Богословский монастырь в селе Пощупово Рязанской епархии.
Указом от 9 февраля 1992 года Патриарха Московского и всея Руси Алексия II был назначен наместником Соловецкого монастыря. Поставление во игумена в домовом храме обители совершил епископ Владимирский и Суздальский Евлогий (Смирнов)
5 апреля 1992 года совершил малое освящение Благовещенской церкви, ставшей первым из исторических храмов обители, где начали совершаться регулярные богослужения. 17 августа 1992 года по благословению Патриарха совершил малое освящение Спасо-Преображенского собора, восстановленного музеем.
19 августа 1992 года было издано Постановление Администрации Архангельской области № 227 «О передаче в безвозмездное бессрочное пользование храмов, келейных корпусов и других памятников Соловецкого архипелага Спасо-Преображенскому Соловецкому ставропигиальному мужскому монастырю Московской Патриархии», согласно которому музей передал возрождаемому Соловецкому монастырю 40 памятников истории и культуры, расположенных на Соловецком архипелаге.
19 — 21 августа 1992 года состоялись перенесение честных мощей преподобных Зосимы, Савватия и Германа Соловецких из Петербурга в Соловецкую обитель. Торжества возглавлял Патриарх Московский и всея Руси Алексий II, который во время Божественной литургии 21 августа возвел наместника монастыря игумена Иосифа в сан архимандрита.
В августе 2001 года обитель посетили Патриарх Алексий II и Президент России В. В. Путин. В том же году создан Попечительский совет монастыря, в который вошли около 20 различных организаций.
В январе 2006 года с архимандритом Иосифом (Братищевым) случился тяжёлый инсульт. Его доставили в реанимацию одной из больниц Архангельска, где ему сделана сложная нейро-хирургическая операция. Пресс-служба Архангельской епархии обратилась с призывом присоединиться к соборной молитве о здравии тяжко болящего отца-наместника. В связи с невозможностью исполнять обязанности наместника Соловецкого монастыря, исполняющим обязанности наместника был назначен архимандрит Мефодий (Морозов).
10 октября 2009 года решением Священного Синода по болезни был освобождён от должности наместника Соловецкого монастыря.